# سنسیونین
سنسیونین (انگلیسی: Senecionine) نوعی ترکیب آلی است که توسط گیاهان سرده پیرگیاه تولید میشود و نوعی آلکالوئید پیرولیزیدینی سمی است.

## زیست‌سنتز

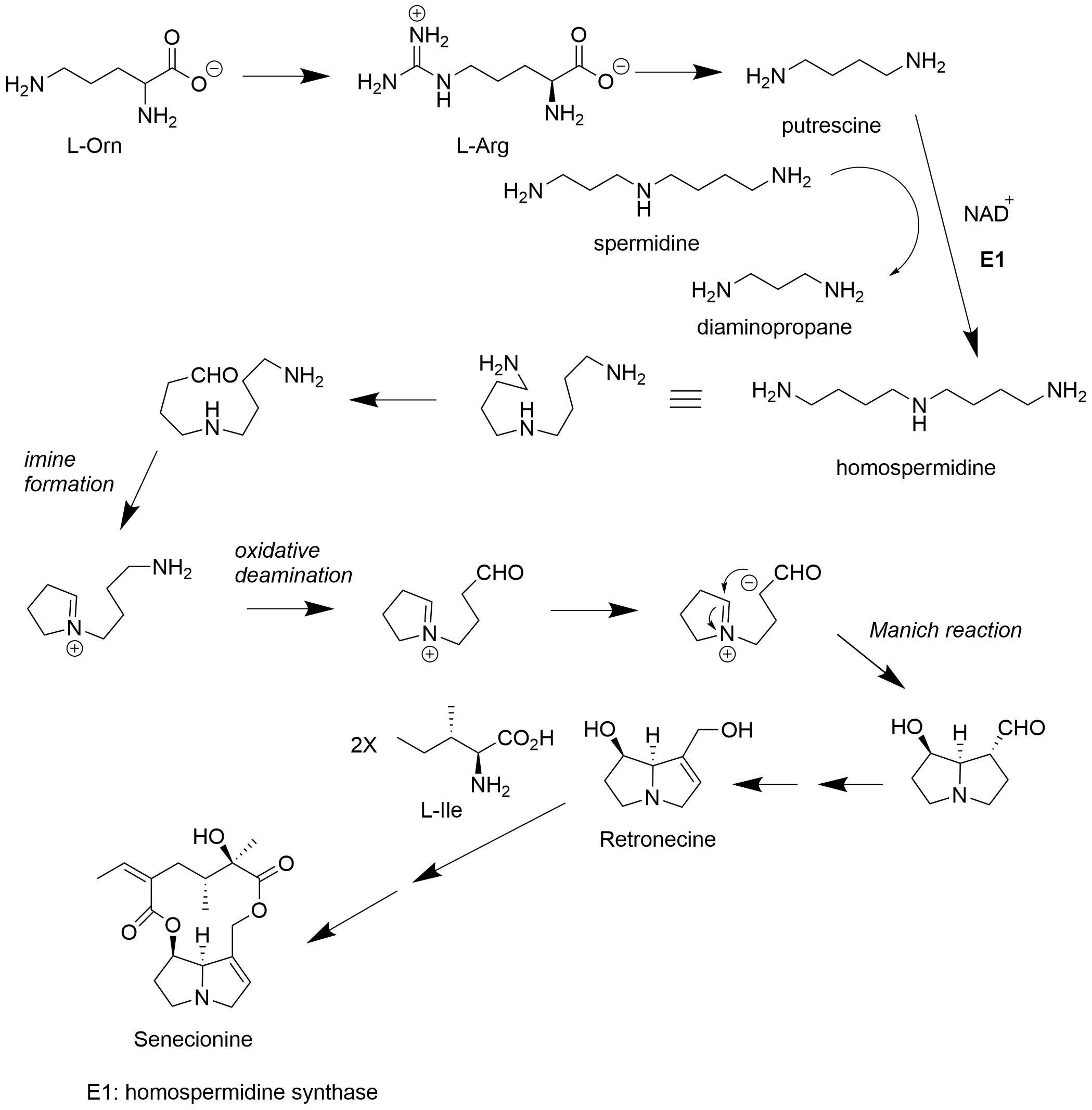
زیست‌سنتز سنسیونین